# Bowdoin (métro de Boston)
Pour les articles homonymes, voir Bowdoin.
Bowdoin est une station de métro à Boston, dans le Massachusetts, aux États-Unis. Terminus sud-ouest de la ligne bleue du métro de Boston, elle a ouvert le 18 mars 1916.